# Döden på eftermiddagen
Döden på eftermiddagen är en facklitterär bok av Ernest Hemingway, publicerad 1932. Boken handlar om de ceremonier och traditioner som omger spansk tjurfäktning. Boken ger en inblick i tjurfäktningens historia men innehåller också djupare resonemang om rädsla och mod. 
Hemingway var en stor beundrare av tjurfäktningstraditionen.